# ماریو سیمو
ماریو سیمو (انگلیسی: Mariví Simó؛ زادهٔ ۲۵ آوریل ۱۹۸۳) بازیکن فوتبال اهل اسپانیا است.